# NGC 7792
NGC 7792 је спирална галаксија у сазвежђу Пегаз која се налази на NGC листи објеката дубоког неба.
Деклинација објекта је + 16° 30' 7" а ректасцензија 23h 58m 3,6s. Привидна величина (магнитуда) објекта NGC 7792 износи 14,1 а фотографска магнитуда 14,9. NGC 7792 је још познат и под ознакама MCG 3-1-6, CGCG 456-7, PGC 73066.